# کلیشه
کلیشه (به فرانسوی: Cliché) یک اصطلاح، ایده یا عنصر از یک کار هنری است که به دلیل مصرف بیش از حد و مفرط معنای اصلی یا اثر خود را از دست می‌دهد و حتی آزاردهنده می‌شود. کلیشه عموماً در گذشته جمله یا مفهومی تأثیرگذار یا هنری بوده است.
این اصطلاح بیشتر در فرهنگ مدرن و برای کار یا فکری که از قبل و با توجه به وقایع پیشین قابل پیش‌بینی است، استفاده می‌شود.
کلیشه معمولاً کاربرد تحقیرآمیز دارد و ممکن است گاه تفکر قالبی باشد و حقیقت نداشته‌باشد.
بیشتر عبارت‌هایی که امروزه به عنوان کلیشه از آنها یاد می‌شود در اصل به عنوان آثاری برجسته شناخته می‌شدند امّا قدرت و نفوذ خود را به خاطر استفادهٔ بیش از حد از دست داده‌اند و تأثیر آنها کمرنگ شده است.
همان‌طور که شاعر فرانسوی، ژرار دو نروال، گفته است «نخستین مردی که زن را زر دانست یک شاعر بود و دومین نفر، یک ابله».
کلیشه اغلب ترسیمی روشن از مفهومی تمثیلی یا اغراق‌شده است که خیلی وقت‌ها از تجربه‌های روزمرهٔ آدمی سرمنشأ می‌گیرد. استفادهٔ ناچیز از کلیشه ممکن است مهم نباشد ولی استفاده از آن در نوشته یا سخنرانی می‌تواند نشانهٔ بی‌تجربگی و عدم خلاقیت باشد.

## واژه‌شناسی
واژهٔ کلیشه، واژه‌ای فرانسوی است. در اصطلاح، کلیشه به نوشته یا تصویری گفته می‌شود که برای چاپ روی چوب یا فلز حک کنند. گفته می‌شود واژهٔ کلیشه از صدای چاپ به روش میخ‌کوبی گرفته‌شده است. بعداً این نام‌آوا به معنای «تکراری» درآمد.

## کلیشه‌های بازدارنده
کلیشه‌های بازدارنده، کلمات یا عباراتی هستند که باعث دلسردی از بحث منطقی و تفکر منتقدانه می‌شوند. این جملات کوتاه و آزاردهنده در ظاهر جوابی ساده و درست به سؤالات پیچیده‌اند اما در واقع ذهن را از فکر باز و منطقی منحرف می‌کند. جملاتی مثل «آنقدر فکر نکن!»، «باز شروع شد!» یا «حالا مگه چی می‌شه؟!». از این دست کلیشه‌ها هستند. کلیشه‌های بازدارنده اغلب در باور عامیانه جا گرفته‌اند.
این موضوع برای اولین بار در کتاب «Thought Reform and the Psychology of Totalism: A Study of "Brainwashing" in China» به قلم Robert Jay Lifton مورد اشاره و توجه عمومی قرار گرفت. گاهی اوقات این عبارات عمداً و برای پایان دادن به بحث، جهت‌دهی به افکار دیگران یا مخالفت استفاده می‌شود. با این حال برخی افراد از روی عادت یا حتی به عنوان سازوکار دفاعی آنها را با خود تکرار می‌کنند.